# Inês de Castro
Inês de Castro (n. 17 decembrie 1320, A Limia⁠(d), Galicia, Spania – d. 7 ianuarie 1355, Coimbra, Portugalia) a fost o nobilă galiciană născută din mamă portugheză. Este cunoscută ca fiind metresa și postmortem recunoscută drept soția regelui Petru I al Portugaliei. Circumstanțele dramatice ale relației ei cu Petru I, care a fost interzisă de tatăl acestuia, regele Afonso al IV-lea, uciderea ei la ordinele lui Alfonso, răzbunarea lui Petru pe ucigașii ei, și legenda încoronării ei după moarte, au făcut din Inês de Castro un subiect frecvent în artă și muzică de-a lungul timpului.

## Biografie
Inês a fost fiica lui Pedro Fernández de Castro, Lord de Lemos și Sarria și a metresei sale portugheze Aldonça Lourenço de Valadares. Familia ei descinde atât din nobili galicieni cât și din nobili portughezi. De asemenea, era înrudită cu familia regală castiliană prin descendenți nelegitimi. Mama ei vitregă a fost Infanta Beatrix a Portugaliei, fiica cea mică a lui Afonso al Portugaliei, Lord de Portalegre. Bunica ei a fost Violante Sánchez de Castilia, Lady de Uzero, fiica nelegitimă a regelui Sancho al IV-lea al Castiliei. Stră-străbunicul ei a fost Rodrigo Alfonso de León, Lord de Aliger, fiul nelegitim al regelui Alfonso al IX-lea de León. Ea a fost, de asemenea, descendentă nelegitimă din Infanta Sancha Henriques a Portugaliei, fiica lui Henric, Conte de Portugalia.

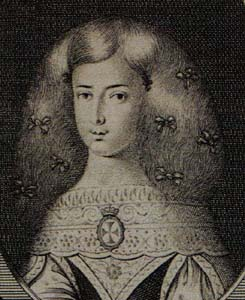
Inês de Castro, litografie

Inês a venit în Portugalia în 1340 ca doamnă de onoare a Constancei de Castilia, recent căsătorită cu Petru, moștenitor aparent la tronul Portugaliei. Prințul s-a îndrăgostit de ea și a început să-și neglijeze soția, punând în pericol relațiile deja slabe cu Castilia. Mai mult decât atât, dragostea lui Petru pentru Inês a adus nobilimea castiliană exilată foarte aproape de putere, frații lui Inês devenind prietenii prințului și consilieri de încredere. Regelui Afonso al IV-lea al Portugaliei nu-i plăcea influența lui Inês asupra fiului său și a așteptat ca dragostea lor nebună să se încheie însă acest lucru nu s-a întâmplat.
Constance de Castilia a murit în 1345. Afonso al IV-lea a încercat de câteva ori să aranjeze pentru fiul său o nouă căsătorie, însă Petru a refuzat să aibă altă soție în afară de Inês, care nu era eligibilă să devină regină. Fiul legitim al lui Petru, viitorul rege Ferdinand I al Portugaliei, era un copil fragil, în timp ce copiii nelegitimi ai lui Petru și ai lui Inês erau viguroși; acest lucru a creat îngrijorare printre nobilii portughezi care se temeau de creșterea influenței castiliene asupra lui Petru.
Afonso al IV-lea a îndepărtat-o pe Inês de la curte, însă Petru a rămas cu ea declarându-i că ea este adevărata lui dragoste. După câteva încercări de a-i despărți pe tineri, Afonso al IV-lea a ordonat uciderea lui Inês. Pêro Coelho, Álvaro Gonçalves și Diogo Lopes Pacheco au mers la mănăstirea Santa Clara-a-Velha din Coimbra, unde Inês era reținută și au ucis-o decapitând-o în fața copilului ei cel mic. Când Petru a auzit de acest lucru, el i-a căutat pe ucigași și a reușit să captureze pe doi dintre ei în 1361. El i-a executat public, extrăgându-le inimile lor pretinzând că nu au avut una.
Petru a devenit rege al Portugaliei în 1357. Apoi a declarat că s-a căsătorit în secret cu Inês, care a fost, prin urmare, regina legală, deși cuvântul lui era, și încă este, singura dovadă a căsătoriei. Legenda spune că el a exhumat trupul lui Inês și a forțat întreaga curte să jure credință noii lor regine sărutând mâna cadavrului. Mai târziu ea a fost înmormântată la Mănăstirea Alcobaça unde sicriul ei se mai poate vedea, vizavi de cel al lui Petru astfel încât, potrivit legendei, la Judecata de Apoi, Petru și Inês se pot uita unul la altul, deoarece se ridică din mormintele lor. Ambele sicrie din marmură sunt sculptate cu scene din viața lor și o promisiune a lui Peter că vor fi împreună até ao fim do mundo (până la sfârșitul lumii).
Inês de Castro și Petru I au avut următorii copii:
- Afonso (1346), a murit la scurt timp după naștere
- Beatrice, Contesă de Alburquerque (c. 1347–1381), căsătorită cu Sancho Alfonso, primul conte de Alburquerque.
- Juan, Duce de Valencia de Campos (1349–1397), pretendent al tronului în timpul crizei din 1383–85.
- Denis, Lord de Cifuentes (1354–1397), pretendent al tronului în timpul crizei din 1383–85.